# Jamna (Słowenia)
Jamna – wieś w Słowenii, w gminie Sveti Jurij ob Ščavnici. 1 stycznia 2017 liczyła 121 mieszkańców.